# Thomas Huonker
Thomas Huonker (* 20. Mai 1954 in Zürich; heimatberechtigt ebenda) ist ein Schweizer Historiker und Politiker (SP).

## Leben
Thomas Huonker, ein Sohn des Journalisten und Politikers Gustav Huonker, absolvierte das Realgymnasium Rämibühl in Zürich und studierte an den Universitäten Zürich und Genf Geschichte, deutschsprachige Literatur und Ethnologie. 1982 promovierte er an der Universität Zürich zum Dr. phil. Huonker arbeitet als unabhängiger Historiker und war auch im Lehrberuf tätig. Er war lange Mitglied der Schweizerischen Gesellschaft für Geschichte, war Mitglied des Runden Tischs für die Opfer fürsorgerischer Zwangsmassnahmen von 2013 bis 2015 sowie der Unabhängigen Expertenkommission zur wissenschaftlichen Aufarbeitung der administrativen Versorgung vor 1981 von 2014 bis 2019.
Themen seiner Schriften sind der deutsche Kulturhistoriker Eduard Fuchs, die Geschichte von Roma, Sinti und Jenischen, Zwangssterilisation und administrative Versorgung, Heimkinder und Verdingkinder in der Schweiz sowie andere Bereiche von Kulturgeschichte und Sozialgeschichte.
Von 1990 bis 1998 war er Zürcher Kantonsrat. Er ist verheiratet und Vater von zwei Töchtern und einem Sohn. Seine Tochter Laura Huonker ist Theaterschaffende und sass von 2015 bis 2020 für die Alternative Liste ebenfalls im Kantonsrat.

## Schriften
Monographien:
- Leben und Werk von Eduard Fuchs, [Zürich] 1983 DNB 213081792 (Dissertation Universität Zürich, Philosophische Fakultät, 1983, V, 45 Seiten, Auszug, Vollständige Ausgabe in der Zentralbibliothek Zürich).
- Revolution, Moral und Kunst: Eduard Fuchs – Leben und Werk. Limmat, Zürich 1985, ISBN 3-85791-088-7 (Digitalisat; PDF; 864 kB)  (Dissertation Universität Zürich, Philosophische Fakultät, 1983)
- Fahrendes Volk – verfolgt und verfemt. Jenische Lebensläufe. Limmat, Zürich 1987; 2. Auflage 1990, ISBN 3-85791-135-2. (Digitalisat; PDF, 262 Seiten, 856 KB)
- mit Regula Ludi: Roma, Sinti, Jenische. Schweizerische Zigeunerpolitik zur Zeit des Nationalsozialismus. Chronos, Zürich 2001, ISBN 3-0340-0623-3.
- Anstaltseinweisungen, Eheverbote, Kindswegnahmen, Sterilisationen, Kastrationen. Fürsorge, Zwangsmassnahmen, «Eugenik» und Psychiatrie in Zürich zwischen 1890 und 1970. Sozialdepartement der Stadt Zürich, Zürich 2002, ISBN 3-908060-13-3.
- Diagnose: «moralisch defekt». Kastration, Sterilisation und Rassenhygiene im Dienst der Schweizer Sozialpolitik und Psychiatrie 1890–1970. Orell Füssli, Zürich 2003, ISBN 3-280-06003-6. (Digitalisat; PDF; 286 Seiten, 762 kB)
- mit Martin Schuppli, Fabian Biasio: Wandlungen einer Institution. Vom Männerheim zum Werk- und Wohnhaus. Werk- und Wohnhaus zur Weid, Mettmenstetten 2003, ISBN 3-9522643-0-X.
- Fürsorgerische Zwangsmassnahmen in Adliswil 1890–1970. Gesowip, Basel 2006, ISBN 3-906129-34-9.
- mit Peter Niederhäuser: 800 Jahre Kloster Kappel: Abtei, Armenanstalt, Bildungshaus. Orell Füssli, Zürich 2008, ISBN 978-3-280-06074-2.
- Eine medizinische Dissertation über den Tod eines elfjährigen Verdingkinds in Rorschach, 2009, (Digitalisat PDF,  7 Seiten, 455 KB.[5]).
- mit Ruth Ammann und Jos Schmid: Gesichter der administrativen Versorgung / Visages de l'internement administratif, Porträts von Betroffenen / Portraits de personnes concernées. Veröffentlichung Unabhängige Expertenkommission zur wissenschaftlichen Aufarbeitung der administrativen Versorgung vor 1981, Band 1, Chronos, Zürich 2019, ISBN 978-3-0340-1511-0
- mit Anne-Françoise Praz, Lorraine Odier, Laura Schneider, Marco Nardone: «... je vous fais une lettre», Retrouver dans les archives la parole et le vécu des personnes internées / Die Stimme der internierten Personen in den Archiven, Veröffentlichungen Unabhängige Expertenkommission zur wissenschaftlichen Aufarbeitung der administrativen Versorgung vor 1981, Band 4, Chronos, Zürich 2019, ISBN 978-3-0340-1514-1
- mit Lorraine Odier, Anne-Françoise Praz, Laura Schneider, Marco Nardone: «... so wird man ins Loch geworfen», Quellen zur Geschichte der administrativen Versorgung  – Histoire de l’internement administratif: sources – Storia dell’internamento amministrativo: fonti, Veröffentlichungen Unabhängige Expertenkommission zur wissenschaftlichen Aufarbeitung der administrativen Versorgung vor 1981, Band 9, Chronos, Zürich 2019, ISBN 978-3-0340-1519-6
- Als Mitautor: SP 12 - 50 Jahre plus. Archivalien, Aktuelles, Politik und Personen. Herausgegeben von der Sozialdemokratischen Partei Schwamendingen, Zürich 2024, ISBN 978-3-033-10948-3

### Herausgaben
- Eduard Fuchs: Illustrierte Sittengeschichte. Gekürzte Taschenbuchausgabe in 6 Bänden. Fischer Taschenbuch Verlag, Frankfurt am Main 1985, ISBN 3-596-24331-9.
- mit Loretta Seglias und Marco Leuenberger: Bericht zur Tagung ehemaliger Verdingkinder, Heimkinder und Pflegekinder am 28. November 2004 in Glattbrugg bei Zürich. Wildgans, Zürich 2005, ISBN 3-9523118-0-4.
- mit Marc Furrer, Kevin Heiniger, Sabine Jenzer und Anne-Françoise Praz: Fürsorge und Zwang: Fremdplatzierung von Kindern und Jugendlichen in der Schweiz 1850–1980. Schwabe, Basel 2014, ISBN 978-3-7965-3301-3.
- mit Markus Notter, Anne-Françoise Praz, Loretta Seglias, Gisela Hauss, Martin Lengwiler, Jacques Gasser, Lukas Gschwend, Beat Gnädinger, Mitglieder Unabhängige Expertenkommission zur wissenschaftlichen Aufarbeitung der administrativen Versorgung vor 1981: Bericht in 10 Bänden. Chronos, Zürich 2019